# Phyllachora lundiae
Phyllachora lundiae är en svampart som beskrevs av Chardón 1940. Phyllachora lundiae ingår i släktet Phyllachora och familjen Phyllachoraceae.   Inga underarter finns listade i Catalogue of Life.